# Luciano Pacomio
Luciano Pacomio (ur. 4 listopada 1941 w Villanova Monferrato) – włoski duchowny katolicki, biskup Mondovi w latach 1996-2017.
Święcenia kapłańskie otrzymał 29 czerwca 1965.
3 grudnia 1996 papież Jan Paweł II mianował go ordynariuszem diecezji Mondovi. Sakry biskupiej udzielił  mu 6 stycznia 1997 w Rzymie papież.
29 września 2017 przeszedł na emeryturę.